# 물병자리 에타
물병자리 에타(η Aqr)는 천구 적도 근처의 별자리인 물병자리 방향에 있는 항성이다. ‘에타’는 바이어 명명법에 따른 표기로, 물병자리 영역 내 별을 밝기 순으로 정렬하여 붙인 이름이다. 겉보기 등급은 4.04로 맨눈으로 볼 수 있다. 에타별까지의 거리는 히파르코스 위성이 수집한 시차 자료에 따르면 168광년이다.
물병자리 에타 근처에서 에타별의 이름을 빌린 물병자리 에타 유성우가 발생한다.
에타별의 분광형은 B9IV-Vn으로 이 별의 중심핵에 있던 수소가 모두 소진되어 주계열성을 떠나 준거성 상태가 되었음을 뜻한다. 에타의 자전 속도는 초당 291 킬로미터로 우리 태양의 초당 2킬로미터에 비하면 145배 넘게 빠르게 회전하고 있다. 따라서 에타별의 적도는 납작하게 부풀어 올라 있으며 극반지름에 비해 적도반지름은 24퍼센트나 더 크다. 또한 분광형 뒤에 붙은 ‘n'은 빠른 자전 때문에 스펙트럼상 흡수선이 흐릿해지는 도플러 효과가 일어남을 뜻한다.

## 문화
이 별은 예전부터 종종 ‘히드리아’로 불렸으며 이는 그리스어 ‘υδρια’(‘후드리아’, 물동이)에서 유래한 것이다. 또 다른 이름으로 ‘델리’가 있는데 이는 히브리어 דלי(‘달리’, 딱딱함)에서 온 명칭이다.
물병자리 에타, 감마(사다크비아), 파이(세아트), 재타(사달타게르, 아크르 알 아크비야) 셋이 모여 الأخبية(‘알 아비야흐’, 천막) 별자리를 구성한다.
동아시아 별자리에서 이 별은 위수에 속한 분묘(墳墓, Fén Mù)의 구성원이다. 분묘의 구성원은 물병자리 감마, 제타, 에타, 파이이다. 에타별의 단독 명칭은 분묘삼(墳墓三, Fén Mù sān)으로 ‘분묘의 세 번째 별’이라는 뜻이다.